# 富什拉法維鎮區 (阿肯色州佩里縣)
富什拉法維鎮區（英語：Fourche Lafave Township）是位於美國阿肯色州佩里縣的一個行政鎮區。

## 地方資料
富什拉法維鎮區的面積為55.37平方千米，當中陸地面積為54.63平方千米，而水域面積為0.74平方千米。根據2010年美國人口普查的數據，當地共有人口1796人，而人口密度為每平方千米32.44人。